# 쥬라기 공원 (소설)
《쥬라기 공원》(Jurassic Park)은 1990년 출간된 마이클 크라이튼의 공룡을 소재로 한 소설이다.
소설은 혼돈 이론의 개념 및 그것의 철학적 의미를 소재로 사용하고 있으며, 소설 속 유전공학의 산물로 현대에 다시 태어난 공룡들은 그들의 창조주인 인간들에게 혼돈과 공포를 안겨 준다.

## 줄거리
저명한 고생물학자인 그랜트 박사와 그의 애인 새틀러 박사는 부유한 사업가 존 해먼드 회장에 의해 어느 섬으로 초대받는다. 해먼드 회장은 도마뱀속(Sauria)의 피를 빤 모기가 갇혀 있는 고대의 호박에서 공룡의 DNA를 추출해내는 데 성공했고, 추출한 DNA 부분을 양서류의 것과와 결합해 유전적으로 암컷 공룡만 생존하는 지상 최대의 동물원을 만들어낸다. 온순한 초식 공룡인 아파토사우루스부터 사나운 벨로키랍토르, 그리고 공룡의 대명사인 티라노사우루스 렉스까지 존재하는 공원에 사람들은 매혹되고 1박2일 일정으로 관람한 뒤 안전성을 평가해 주기로 한다. 전기 철창으로 공룡의 탈출을 막는 소프트웨어는 공룡의 유전자를 팔아 돈을 벌려는 공원의 보안 전문가 네드리에 의해 운용이 중단되고, 그로 인해 공룡들이 우리를 탈출해 섬을 활보하게 된다. 순식간에 이슬라 누블라 섬은 쑥대밭이 되고 그곳을 관람하던 그랜트 박사와 해먼드 회장의 손자, 손녀는 해먼드 회장과 새틀러, 그리고 말콤 박사가 있는 주 전시실로 가는 과정에서 공룡과 마주쳐 위기를 겪는다......

## 등장 공룡
- 드리오사우루스
- 딜로포사우루스
- 마이아사우라
- 마이크로케라톱스
- 벨로키랍토르
- 스테고사우루스
- 스티라코사우루스 - 이름으로만 등장
- 아파토사우루스
- 오스니엘리아
- 유오플로케팔루스 - 이름으로만 등장
- 케아라닥틸루스
- 티라노사우루스
- 트리케라톱스
- 프로콤프소그나투스
- 하드로사우루스

## 과학적 오류
과학자들은 여러 이유로 이 소설에 과학적인 문제점이 있다고 주장하였으며, 그 중 가장 논란이 된 부분은 이 소설에서 제시된 호박에 들어있는 모기에 남아있는 공룡의 혈액에서 DNA를 추출하여 공룡을 복제하는 방법이다.
생물학자들은 《쥬라기 공원》에서 제시한 공룡 복제 방법은 생물학적으로 다음과 같은 문제점이 있다고 지적했다.
1. 정확한 염기서열분석은 완벽하게 보존된 DNA와의 비교를 통해서 이루어지는데 DNA는 생명체 밖에서는 불안정한 구조이므로 완벽하게 보존된 공룡의 DNA를 찾을 수 없다.
2. 추출된 공룡 DNA의 불완전한 부분을 다른 동물의 DNA로 채우고 공룡을 복원하게 되면 원래의 공룡을 복제할 수 없다.
3. 개체를 복제하기 위해서는 동종의 난자가 필요한데, 현재 공룡의 난자는 구할 수 없다.
4. 유전자 변형의 문제. 시간이 경과함에 따라 CpG methylation과 cytosine deaminization에 의해 C와 T를 구별할 수 없게 된다.
5. 오랜 기간에 걸쳐 화석화된 모기 안에 들어있는 공룡의 DNA는 대부분 화석화되어 원래 형태의 DNA가닥을 얻기는 힘들다.
6. 화석화된 모기 안에 들어있는 공룡의 DNA는 모기의 DNA로 오염되어 있다.

또한, 영화 제목이 《쥬라기 공원》인 반면 실제 영화상에서 나오는 공룡은 거의 대부분 쥐라기와 관련 없으며 백악기 공룡이라는 점이다.
예를 들어, 영화 홍보 포스터에 나올 정도로 《쥬라기 공원》을 대표했던 공룡인 티라노사우루스 렉스의 경우 백악기 후기에 살았던 공룡으로 쥐라기엔 서식하지 않았다. 파라사우롤로푸스 역시 백악기 후기 공룡이며, 벨로시랩터는 백악기 말기 공룡이다. 프테라노돈의 경우도 마찬가지이다. 브라키오사우루스와 딜로포사우루스 정도만이 쥐라기 후기부터 백악기 초기까지 서식했던 공룡으로서 쥐라기와 관련이 있다.
고생물학자 스티븐 제이 굴드는 이를 지적하며, 실상 《쥐라기 공원》은 차라리《백악기 공원》이 되어야 더 사실에 근접한다면서 영화 제작자들에게 영화 제목을 그렇게 지은 이유를 문의했던 바가 있다. 제작자측의 답변은 그들은 영화에 어울리는 공룡을 썼으며 그러한 사실을 전혀 몰랐다고 답했다.

## 참고 문헌
- The Science of Jurassic Park and The Lost World. Or How to Build a Dinosaur. Rob DeSalle and David Lindley. BasicBooks, New York, 1997. xxix, 194 pp., illus. ISBN 0-465-07379-4.